# Deryk Ramos
Deryk Evandro Ramos (Limeira, 14 de junho de 1994) é um jogador brasileiro de basquetebol. Atualmente defende o Caxias do Sul.
Deryk foi eleito Destaque Jovem do NBB 2014–15 e MVP da Final da Liga Sul-Americana de 2015.

## Carreira

### Limeira
Deryk começou a carreira no Limeira, equipe da sua cidade natal. Suas boas atuações na base lhe renderam o prêmio da FPB de melhor jogador da categoria infanto-juvenil de 2010. Foi nesse ano que o Limeira foi campeão paulista e Deryk já fazia parte do elenco adulto.
Na temporada 2014–15, Deryk ganhou mais tempo de quadra e tornou-se um dos destaques do Limeira. Foi vice-campeão paulista e eleito Atleta Revelação de 2014 pela FPB. Participou do primeiro jogo internacional na história do Limeira, sendo o maior pontuador do time na ocasião. No NBB, Deryk se destacou como sexto homem do Limeira,  que caiu nas semi-finais. Foi eleito o Destaque Jovem do torneio nacional, além de ter sido um dos indicados ao prêmio de Melhor Sexto Homem.
Em setembro de 2015, o Limeira encerrou as atividades da equipe adulta e Deryk foi liberado para negociar com outros clubes.

### Brasília (2015–2017)
Deryk acertou com o Lobos Brasília para a temporada 2015–16. Em sua primeira temporada na equipe do Distrito Federal, foi campeão da Liga Sul-Americana. O armador fez as cestas que definiram os dois jogos da final e foi eleito MVP da Final.

## Seleção Brasileira
Pelas seleções brasileiras de base, Deryk disputou a Copa América Sub-18 e o Mundial Sub-19. Em 2015, jogou pela seleção universitária na Universíade e disputou seus dois primeiros torneios pela seleção principal, a Copa Tuto Marchand e a Copa América.

## Estatísticas

### Temporada regular do NBB
| Ano               | Equipe            | PJ  | MPJ  | 2P%  | 3P%  | LL%   | RT  | AS  | BR  | TO | PPJ  |
| ----------------- | ----------------- | --- | ---- | ---- | ---- | ----- | --- | --- | --- | -- | ---- |
| 2010–11           | Limeira           | 12  | 5.1  | .200 | .300 | .250  | .3  | .3  | .3  | .0 | 1.0  |
| 2011–12           | Limeira           | 16  | 7.0  | .778 | .267 | 1.000 | .4  | .4  | .3  | .0 | 1.9  |
| 2012–13           | Limeira           | 14  | 6.4  | .125 | .588 | 1.000 | .2  | .4  | .0  | .1 | 2.4  |
| 2013–14           | Limeira           | 32  | 13.7 | .361 | .348 | .600  | 1.2 | 1.3 | .3  | .1 | 3.9  |
| 2014–15           | Limeira           | 30  | 21.3 | .462 | .390 | .690  | 1.9 | 2.3 | .6  | .0 | 7.8  |
| 2015–16           | Lobos Brasília    | 28  | 29.3 | .529 | .369 | .871  | 2.6 | 3.0 | 1.6 | .1 | 14.8 |
| Carreira          | Carreira          | 132 | 16.4 | .461 | .374 | .778  | 1.4 | 1.6 | .6  | .0 | 6.4  |
| Jogo das Estrelas | Jogo das Estrelas | 1   | 15.6 | .500 | .250 | 1.000 | 2.0 | 3.0 | 3.0 | .0 | 12.0 |

### Playoffs do NBB
| Ano      | Equipe         | PJ | MPJ  | 2P%  | 3P%   | LL%   | RT  | AS  | BR  | TO | PPJ  |
| -------- | -------------- | -- | ---- | ---- | ----- | ----- | --- | --- | --- | -- | ---- |
| 2011     | Limeira        | 1  | 1.3  | .000 | .000  | .000  | 1.0 | .0  | .0  | .0 | .0   |
| 2012     | Limeira        | 2  | 7.5  | .000 | 1.000 | .000  | .0  | .0  | .5  | .0 | 1.5  |
| 2014     | Limeira        | 5  | 9.4  | .667 | .167  | .727  | .4  | .2  | .4  | .0 | 4.6  |
| 2015     | Limeira        | 7  | 19.3 | .625 | .529  | 1.000 | 1.3 | .7  | 1.1 | .0 | 8.4  |
| 2016     | Lobos Brasília | 11 | 30.8 | .478 | .438  | .765  | 1.4 | 3.1 | 1.4 | .0 | 15.1 |
| Carreira | Carreira       | 26 | 20.7 | .544 | .439  | .766  | 1.0 | 1.5 | 1.0 | .0 | 9.7  |

## Títulos
Flamengo
- Campeonato Carioca: 2018
- Copa Super 8 de Basquete: 2018
- Campeonato Brasileiro: 2018-19

 Paulistano
- Campeonato Brasileiro: 2017-18

 Lobos Brasília
- Liga Sul-Americana de Basquete: 2015